# 20th Century Masters: The Millennium Collection: The Best of Scorpions
20th Century Masters: The Best of Scorpions (The Millennium Collection) è un album compilation del gruppo musicale Hard rock/Heavy metal Scorpions.
Il disco contiene canzoni che vanno dal 1979 al 1991.

## Tracce
1. Rock You Like a Hurricane – 4:11
2. No One Like You – 3:56
3. The Zoo – 5:28
4. Loving You Sunday Morning – 5:35
5. Still Loving You – 6:26
6. Big City Nights – 4:07
7. Believe in Love – 5:21
8. Rhythm of Love – 3:47
9. I Can't Explain – 3:21
10. Tease Me Please Me – 4:43
11. Wind of Change – 5:15
12. Send Me an Angel – 4:32